# Gossendorf

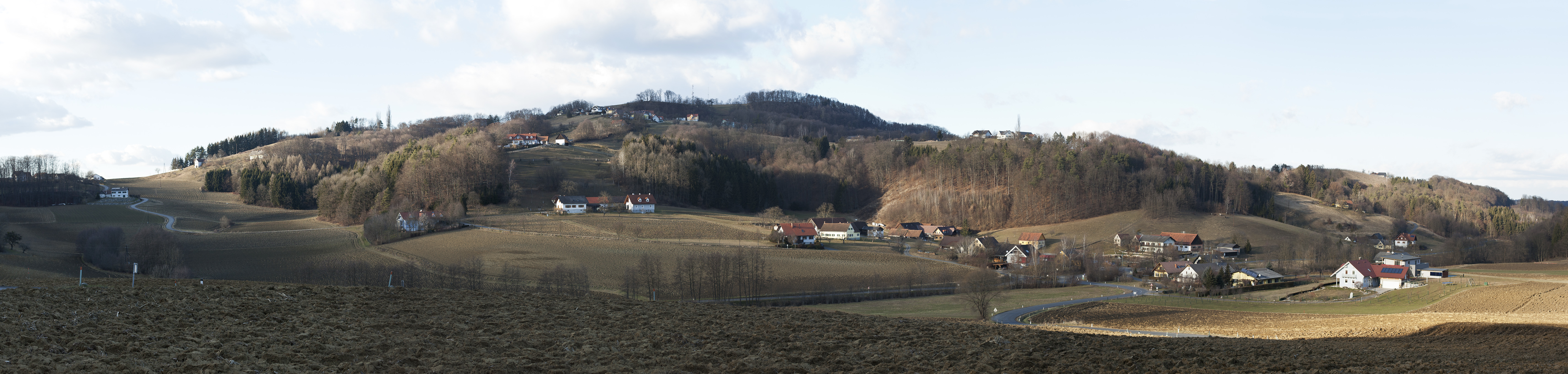
Edersgraben bei Feldbach

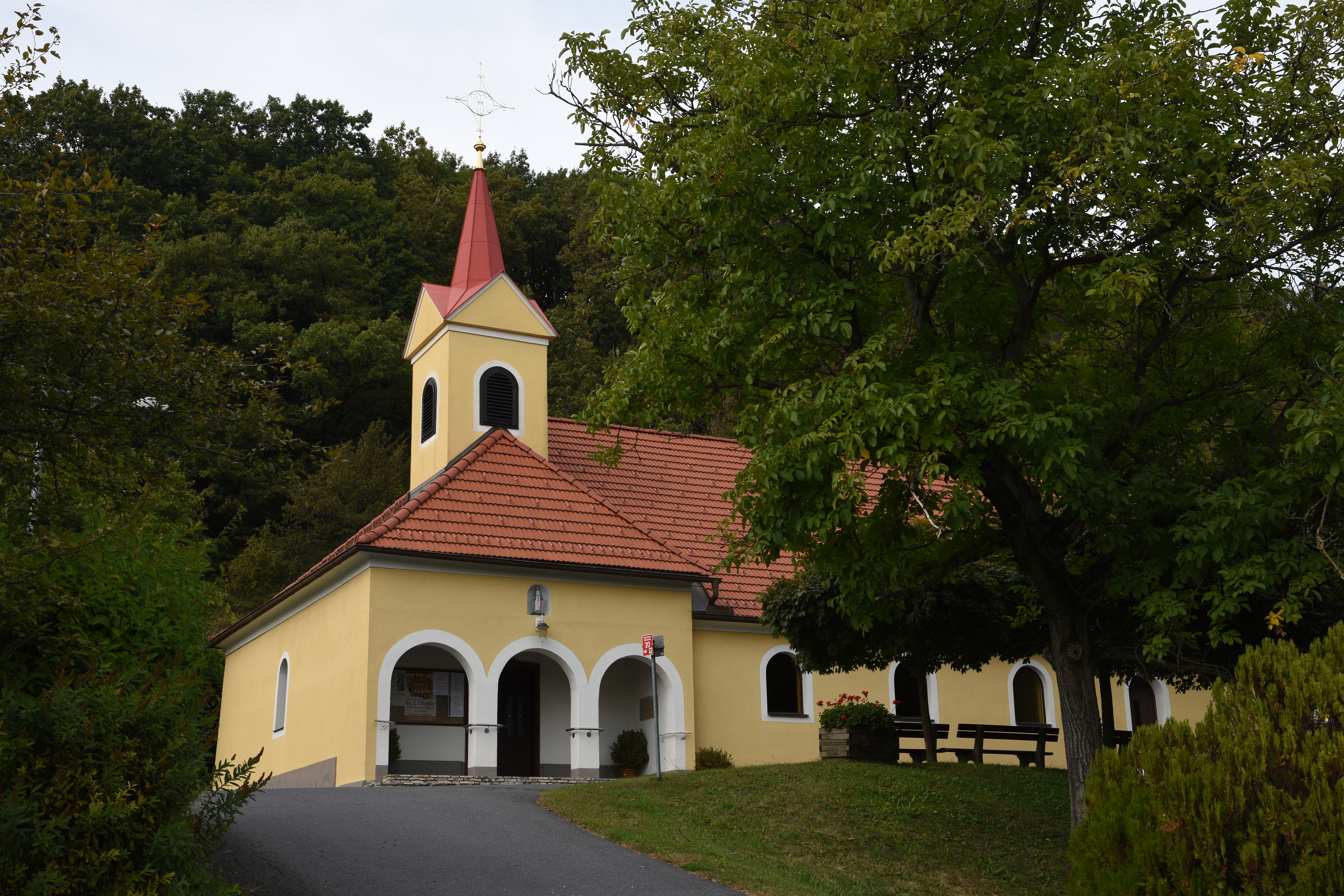
Maria Hilf Kapelle Gossendorf

Gossendorf ist eine ehemalige Gemeinde mit 884 Einwohnern (Stand 1. Jänner 2014) im Bezirk Südoststeiermark. Seit 2015 ist sie Ortsteil der Stadtgemeinde Feldbach.

## Geografie
Gossendorf liegt ca. 42 km südöstlich von Graz und ca. 5 km südöstlich der Bezirkshauptstadt Feldbach im Oststeirischen Hügelland.
Die Katastralgemeinde Gossendorf umfasst folgende drei Ortschaften (in Klammern Einwohnerzahl, Stand 1. Jänner 2024):
- Edersgraben (176)
- Gossendorf (634)
- Höflach (56)

## Geschichte
Gossendorf wird erst spät urkundlich überliefert. In den ersten Aufzeichnungen um 1385 sind für die Ortsriede die Namen „Schirmgau“, „Swenkental“, „Stainberg“ und „Özestorff“ (Edersgraben) erwähnt worden. Um 1525 waren die Orte mit „Gossendarff“, „Etterstarff“ und „Höfflach“ bezeichnet. Die damaligen Anwesen der bäuerlichen Gehöfte gehörten laut der Leibsteuerverzeichnisse zu der Herrschaft Hainfeld zugeteilt. In den Aufzeichnungen um 1706 wurde Gossendorf niedergebrannt und zerstört. Die Bewohner erlitten wegen der Belagerung durch die Türken und Kuruzzen unermessliche Not.
Gossendorf wurde 1822 im „Historisch-topographischen Lexikon von Steiermark“ erstmals ernannt und zur Gemeinde des Bezirks Hainfeld zugeteilt. Eintragung um 1878 im Topographisch-statistischen Lexikon von Steiermark: „Gossendorf, Orts- und Katastralgemeinde des Gerichtsbezirks Feldbach, 1 Stunde vom Pfarrorte Feldbach, mit einer eigenen 1-klassigen gemischten Volksschule, hat 1613 Joch (927,475 Hektar), 112 Häuser und 749 Einwohner. Die Gemeinde besitzt eine, der Heiligen Maria geweihte Kapelle. In der Gemeinde befindet sich ein Steinplattenlager. Gossendorf liegt an der nördlichen Abdachung des Gleichenberger Kogels“.
Im Zweiten Weltkrieg war auch das Gebiet der Gemeinde Gossendorf Kriegsschauplatz sowie Fronthinterland. Die Bevölkerung musste alle Härten einer Besatzung ertragen.
Gossendorf ist seit dem Jahre 1982 berechtigt, mit Beschluss der Landesregierung die Bezeichnung „Erholungsort“ zu führen.
Mit 1. Jänner 2015 wurde Gossendorf im Rahmen der Gemeindestrukturreform in der Steiermark mit den Gemeinden Feldbach, Gniebing-Weißenbach, Auersbach, Leitersdorf im Raabtal, Mühldorf bei Feldbach und Raabau zusammengeschlossen. Die neue Gemeinde führt den Namen „Feldbach“.

## Politik
Der Gemeinderat bestand aus neun Mitgliedern und setzte sich mit der Gemeinderatswahl 2010 aus Mandaten der folgenden Parteien zusammen:
- 5 ÖVP – stellte Bürgermeister und Vizebürgermeister
- 3 SPÖ
- 1 FPÖ

## Wappen
Die Verleihung des Gemeindewappens erfolgte mit Wirkung vom 1. Juli 1985.

Blasonierung (Wappenbeschreibung): „In Rot ein schrägrechtes goldenes Edelkastanienblatt und ein rechtsgewendeter goldener Winkel.“

## Persönlichkeiten

### Söhne und Töchter der ehemaligen Gemeinde
- Stephan Rabitsch (* 1991), österreichischer Radrennfahrer
- Philipp Wendler (* 1991), österreichischer Fußballer

### Hier wirkende Persönlichkeiten
- Alois Klobasa (1918–1986), Lehrer, Volksschuldirektor und Politiker

## Belege
1. ↑  Statistik Austria: Bevölkerung am 1.1.2024 nach Ortschaften (Gebietsstand 1.1.2024), (ODS, 500 KB)
2. ↑   Gossendorf (22. Juli 2023) https://feldbach.gv.at/neue-stadt-feldbach/portrait/ortsteile/gossendorf/
3. ↑  Kundmachung der Steiermärkischen Landesregierung vom 14. November 2013 über die Vereinigung der Stadtgemeinde Feldbach und der Gemeinden Auersbach, Gniebing-Weissenbach, Gossendorf, Leitersdorf im Raabtal, Mühldorf bei Feldbach und Raabau, alle politischer Bezirk Südoststeiermark. Steiermärkisches Landesgesetzblatt vom 2. Dezember 2013. Nr. 145, 34. Stück. ZDB-ID 705127-x. S. 673.
4. ↑  Mitteilungen des Steiermärkischen Landesarchivs 35/36, 1985/86, S. 58